# フランシスコの2人の息子
『フランシスコの2人の息子』（ポルトガル語: 2 filhos de Francisco - A história de Zezé di Camargo e Luciano）は、2005年に公開されたブラジル映画。ブラジルにおけるセルタネージョ（ブラジルのカントリー・ミュージック）のトップミュージシャン、ゼゼ・ヂ・カマルゴ&ルシアーノとその家族の半生を事実に基づき描いている。監督は本作が初監督となったブレノ・シルヴェイラ。
ブラジル国内で9週連続1位、観客動員数527万人以上、興行収入1400万ドルというブラジル映画の歴史を塗り替えたほか、各地の映画祭で高い評価を得るなどブラジル映画で最も大きな成功を収めた作品のひとつである。

## ストーリー
1960年代のブラジル・ゴイアス州。その片田舎で小作農を営むフランシスコは、妻・エレーナと7人の子供に恵まれ、貧しくも明るい幸福な家庭を持っていた。ラジオから流れてくる音楽を愛して止まない父の願いは、息子をプロの歌手に育てること。そのために家財をはたいて、息子のミロズマルとエミヴァルにそれぞれアコーディオンとギターを買い与える。父の熱心な教育を受け、独学を重ねた2人の息子は次第に腕を上げ、村の祭りで喝采を浴びるようになっていく。
だが、家庭の貧しさゆえに土地を追われ、家族は州都ゴイアニアへと移り住まざるをえなくなる。そこで一家は新たな生活を始めるが貧しさからは逃れられず、空腹に耐える毎日が続く。悲しみの涙にむせぶ母を見たミロズマルとエミヴァルは、家を抜け出してバスターミナルで路上ライブを始める。2人の歌声はすぐさま評判となり、家計を助けられるようになった。
その評判を聞きつけたセルタネージョのデュオ専門エージェントのミランダは、息子たちを旅回りに連れて行かせてくれと申し出る。1週間だけならとの約束で両親は承諾するが、4ヶ月以上も音沙汰がないまま時が過ぎ、息子たちは無事帰ってきたものの、約束を破ったミランダに対して父・フランシスコは怒りをぶつける。しかし2人の才能に惚れ込んでいたミランダは、フランシスコに謝罪して許しを請い、ミロズマルとエミヴァルは2度目の旅回りに出ることとなった。旅の先々で好評を博し、2人はいつしか6000人の観衆を前にステージに立つまでになる。
しかしある日の夜、旅先の移動中にトラックと衝突する交通事故を起こしてしまう。ミランダとミロズマルは事なきを得たが、不幸なことにエミヴァルが命を落とす。8人の家族は悲しみに暮れ、ミロズマルはアコーディオンをやめようかとも考えるが、家庭の中心にはいつも変わらず音楽があり、ミロズマルの奏でるアコーディオンの音色が家族の心を癒していく。
それから数年後。大人になったミロズマルは街の人気歌手となって、ゼゼという芸名でステージに立っていた。地元のコンテストでは優勝を果たし、妻・ジルーと結婚する。2人は両親のもとを離れてサンパウロで暮らし始め、ミロズマルはレコード会社と契約を結ぶが、プロの世界で売れることなく苦悩に打ちひしがれていた。
その頃、歌手の兄・ミロズマルに憧れる弟・ウェルソンが、地元のクラブの歌手としてキャリアをスタートさせており、そこでもやはり父はウェルソンにギターを買い与え、音楽とともに家族へ愛情を注ぎ込む。そしてウェルソンはサンパウロに住む兄・ミロズマルを訪ね、ウェルソンはルシアーノという芸名をつけてデュオを結成。ゼゼ・ヂ・カマルゴ&ルシアーノとして新たなアルバム製作に取りかかることとなった。

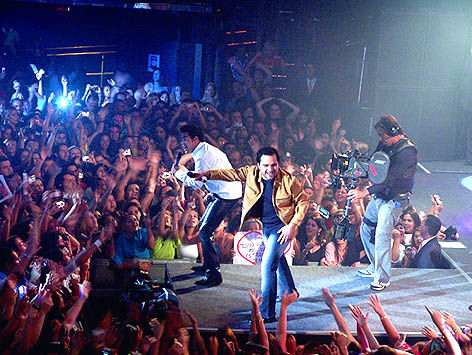
オリンピア劇場でコンサートを行うゼゼ・ヂ・カマルゴ&ルシアーノ。『フランシスコの2人の息子』ラストシーン撮影時の様子。（写真：Savaman/flickr）

だが歌手としての道は平坦でなく、思うように売れない日々が続く。渾身の1曲「エ・オ・アモーレ」のサンプルテープを携えて帰省をした際、両親にその曲を聴かせて喜ばせるも、肝心のレコード発売は決定していなかった。「エ・オ・アモーレ」を何とかして世に知らしめたい父は、ラジオ局にリクエストの電話をかけ続け、ついには給料を全て硬貨に両替し、それを職場の仲間に配って協力を求めるまで懸命にリクエストする。
その甲斐あってラジオ局のチャートNo.1に輝き、それと引き換えに父・フランシスコの硬貨は底をつく。それでも「エ・オ・アモーレ」はチャートを上昇するヒットとなり、レコード会社がアルバムを発売すると100万枚以上の売り上げを記録。その後、ゼゼ・ヂ・カマルゴ&ルシアーノは2200万枚以上のCD売り上げを記録するほどの大スターとなっていく。

この映画のラストシーンは、2005年のオリンピア劇場でフィナーレを迎える。実際のゼゼ・ヂ・カマルゴ&ルシアーノが大観衆の中でパフォーマンスをしているところへ、父・フランシスコ、母・エレーナが登場する。両親の登場を知らされていなかったミロズマルとウェルソンは泣きながらも歌い続ける。両親は息子を抱擁し、慈しむような眼差しを送るところで、この映画は幕を閉じる。

## スタッフ
- 監督 - ブレノ・シルヴェイラ
- 制作 - ブレノ・シルヴェイラ/ルシアーノ・カマルゴ/レオナルド・モンテイロ・ジ・バホス
- 脚本 - パトリシア・アンドラデ/カロリーナ・コトショ
- 脚本協力 - ルシアーノ・カマルゴ/ドミンゴス・デ・オリヴェイラ
- 音楽 - カエターノ・ヴェローゾ/ゼゼ・ヂ・カマルゴ
- 撮影 - アンドレ・オルタ/パウロ・ソウザ
- 編集 - ヴィセンテ・クブルスリー
- 配給 - グローボ・フィルムとコロンビア・トライスターが共同で立ち上げたConspiração Filmes

## キャスト
| 役名                   | 俳優                   | 日本語吹替 |
| ---------------------- | ---------------------- | ---------- |
| フランシスコ           | アンジェロ・アントニオ | 檀臣幸     |
| エレーナ               | ジラ・パエス           | 魏涼子     |
| ミロズマル（少年時代） | ダブリオ・モレイラ     | 相田さやか |
| ウェルソン（少年時代） | ヴィゴル・リマ         | 森夏姫     |
| エミヴァル             | マルコス・エンヒケ     | 久保田恵   |
| ミランダ               | ホセ・デュモント       | 辻親八     |
| ミロズマル/ゼゼ        | マルシオ・キエリンギ   |            |
| ウェルソン/ルシアーノ  | チアゴ・メンドンサ     |            |
| ジルー                 | パロマ・ドアルテ       |            |

## 主な受賞
- ABC映画撮影技術賞　最優秀音響賞
- ブラジル映画グランプリ
  - 主演男優賞（アンジェロ・アントニオ）
  - 主演女優賞（パロマ・ドアルテ）
  - 助演男優賞（ホセ・デュモント）
  - 音響賞
- ハバナ映画祭　最優秀観客賞（ブレノ・シルヴェイラ）
- サンパウロ芸術評論組合賞　主演男優賞（アンジェロ・アントニオ）
- ヤング・アーティスト賞　若手演技賞（マルコス・エンヒケ、ダブリオ・モレイラ）

## その他
- 当初は「ゼゼ・ヂ・カマルゴ&ルシアーノのコマーシャルのような映画」という計画で、シウヴェイラは監督のオファーを断っていた。その後、シウヴェイラがフランシスコに会う機会があり、彼の話に感銘を受けたことから「父親を通してこの真実の物語を撮りたいと思いました。」とインタビューで語っている[2]。
- 少年時代のミロズマル役は、俳優としてのキャリアが全くなかったダブリオ・モレイラが抜擢されている[3]。また、子供のキャスティングには300人以上のオーディションが行われた[2]。